# Corine Pelluchon

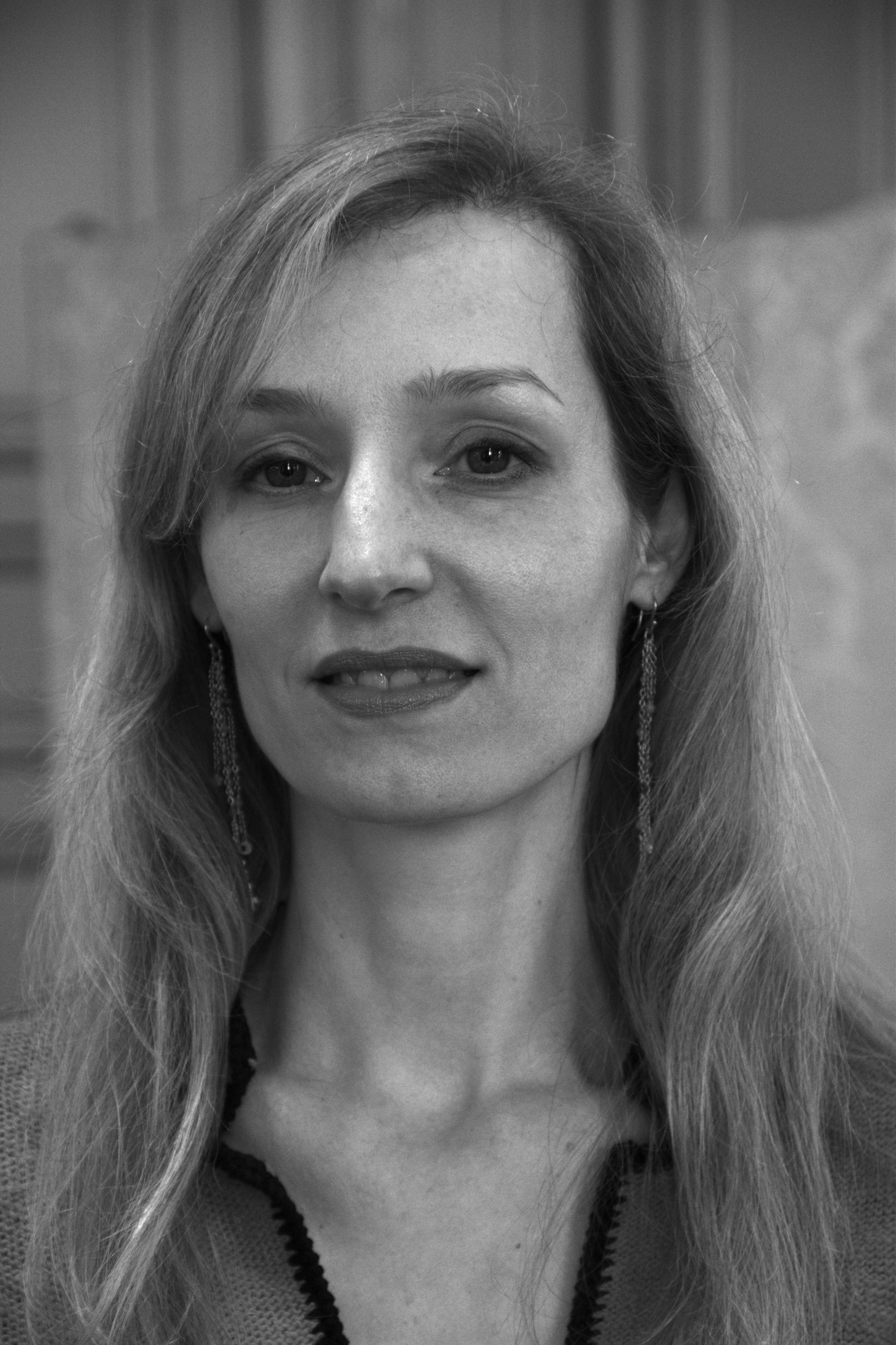
Corine Pelluchon, 2013

Corine Pelluchon (geboren am 2. November 1967 im westfranzösischen Barbezieux-Saint-Hilaire) ist eine französische Philosophin, Autorin und Professorin für Philosophie an der Universität von Paris-Est-Marne-la-Vallée. Ihre Arbeitsschwerpunkte sind Moralphilosophie, politische Philosophie und angewandte Ethik.

## Wissenschaft und Forschung
Pelluchon promovierte 2003 an der Universität Panthéon-Sorbonne in Philosophie; Titel ihrer Dissertation war La critique des Lumières modernes chez Leo Strauss (deutsch: Leo Strauss' Kritik an der modernen Aufklärung). Doktorvater war Rémi Brague. Ihre Habilitation (2010) trug den Titel Bioéthique, écologie et philosophie politique. propositions pour un enrichissement de la philosophie du sujet (deutsch: Bioethik, Ökologie und politische Philosophie: Vorschläge zur Bereicherung der Philosophie des Subjekts). Sie war Professorin für Philosophie an der Universität Franche-Comté; 2016 wurde sie an die Universität Paris-Est-Marne-la-Vallée berufen. Dort ist sie satzungsmäßiges Mitglied des interdisziplinären Labors für das Studium der Politik Hannah Arendts.
Sie ist literarische Beraterin für den Verlag Alma Éditeur, war von 2017 bis 2020 Mitglied des wissenschaftlichen Beirats der Nicolas-Hulot-Stiftung für die Natur und den Menschen und war Fellow der Nachhaltigkeits-Denkfabrik The New Institute von Erck Rickmers in Hamburg, die sich mit Fragen der ökonomischen, ökologischen und demokratischen Transformation beschäftigt.
Sie interessiert sich für angewandte Ethik, medizinische Ethik, Tierfragen, Politische Ökologie sowie Umweltethik. und wurde 2009 von der parlamentarischen Kommission der französischen Nationalversammlung zur Überarbeitung der Bioethikgesetze eingeladen. Sie ist Trägerin des Günther Anders-Preises für kritisches Denken 2020 und Ritter der französischen Ehrenlegion.

## Philosophie
Der Schwerpunkt ihrer philosophischen Arbeiten liegt auf Fragen der Moralphilosophie, der Politischen Philosophie sowie der angewandten Ethik, insbesondere in den Bereichen Bioethik. Zu den Schlüsselideen zählen die Ethik der Verletzlichkeit, die Unterscheidung von Hoffnung und Optimismus, eine neue Aufklärung, die Körperlichkeit des Menschen, Abhängigkeit, Demut, Wertschätzung, soziale Gerechtigkeit und die Erneuerung der Demokratie. Ihr Konzept "Zoopolis" sieht die Einbeziehung nicht-menschlicher Lebewesen in den Gesellschaftsvertrag vor.
Pelluchon ist insbesondere mit der Philosophie des deutsch-amerikanischen Philosophen Leo Strauss (1899–1973) und des litauisch-französischen Philosophen und Autors Emmanuel Levinas (1905–1995) vertraut. In ihrem 2021 publizierten Buch „Das Zeitalter des Lebendigen: Eine neue Philosophie der Aufklärung“ fordert sie, dass wir die Aufklärung neu denken müssen, indem wir die universellen Rechte auf andere Lebewesen ausdehnen, aber den traditionellen Anspruch der Aufklärung auf Vernunft und Gerechtigkeit verteidigen.
Die von ihr entwickelte neue Philosophie der Aufklärung gründet sich auf Empathie. Das Ziel ist die Überwindung der Herrschaftsverhältnisse zwischen Mensch und Natur. Sie unterstreicht die Relevanz von Hoffnung als Tugend. Diese wächst aus der Verzweiflung und ist kein naiver Optimismus. Pelluchon fordert ein neues Verhältnis zur Natur, das die Verletzlichkeit (Vulnerabilität) des Menschen anerkennt und eine ökologische Revolution ermöglicht.
Pelluchon entwickelt eine Philosophie der Existenz, die auf den Ideen von Levinas gründet. Dabei geht es darum, den Gegensatz von Natur und Kultur zu überwinden. Außerdem spielt auch das Wohl der Tiere und der Umweltschutz eine Rolle. Ihre Existenzphilosophie beschäftigt sich damit, wie der Körper das Handeln von Menschen beeinflusst. Alles, was wir zum Leben brauchen, ist mehr als nur eine Ressource – es ist Nahrung.
In ihrem Buch Ethik der Wertschätzung plädiert sie für eine Existenzphilosophie, die den Dualismus von Kultur und Natur überwindet. Außerdem hat sie eine neue Art Ethik entwickelt, die auf Wertschätzung basiert. Ihr Ziel ist es, moralische Akteure zu fördern, ohne dabei in einen starren Moralismus zu verfallen.
Pelluchon verwendet den Begriff der Transzendenz auf die moderne Philosophie an. Sie bewertet die Stellung des Menschen in Bezug auf die Vernunft und die Offenbarung neu. Sie kritisiert dabei auch den modernen Rationalismus, der mit der Offenbarung gebrochen hat und zu einer technisierten Auffassung des Daseins führt. Sie bezieht die Transzendenz auch in ihre Überlegungen zu Ethik und Verletzlichkeit mit ein. Sie betont dabei die Verantwortung gegenüber anderen, die über die Grenzen der reinen Vernunft hinausgeht.
Pellouchon unterscheidet zwischen „Trans-Aszendenz“ und „Trans-Deszendenz“. Bei der „Trans-Aszendenz“ erfolgt eine Erhebung zu übernatürlichen Wesenheiten wie Gott. Im Gegensatz dazu steht die „Trans-Deszendenz“, bei der eine Betrachtung aus einer tiefen inneren Perspektive erfolgt. Diese Perspektive bezieht die Erkenntnis der eigenen Verletzlichkeit und Sterblichkeit mit ein.
Ein zentraler Begriff ihrer Philosophie ist „Trans-Deszendenz“, das Bewusstsein dafür, dass wir einer gemeinsamen Welt angehören und dies auch erfahren können, indem wir uns anderen Wesen zuwenden. Diese Zugehörigkeit kann erfahren oder erweckt werden, so dass wir damit nicht mehr das Verlangen haben, Macht über die Dinge auszuüben. Wir erkennen somit unseren Platz in der Welt sowie den Wert jedes Dinges oder Wesens und haben die Macht, sinnvolle Dinge zu tun und vielleicht Veränderungen zu bewirken. Echte Rücksichtnahme entsteht, wenn wir verstehen, dass Leben sowohl „für“ als auch „mit“ etwas leben bedeutet.

## Werke
Im Nachwort (Postface, 2020) zur Taschenbuchausgabe von Les Nourritures. Philosophie du corps politique (2015) entwirft Pelluchon ihr Projekt einer Philosophie der Körperlichkeit ("philosophie de la corporéité").
Der erste Teil dieses Projekts widmet sich der menschlichen Fragilität und besteht vor allem aus den beiden Büchern  L’Autonomie brisée. Bioéthique et philosophie (2009) sowie Éléments pour une éthique de la vulnérabilité. Les hommes, les animaux, la nature (2011). In der durchgängigen Angewiesenheit des Lebens ("vivre de …") liegt dabei auch ein Akzent auf der Passivität des Menschen.
Der zweite Teil betont dagegen die Fähigkeiten des Menschen sowie auch die Freude an der Existenz ("la dimension de plaisir attachée à l’existence"). Dieser Teil wird in den beiden Büchern Les Nourritures (2015) und Éthique de la considération (2018) entfaltet.
Es geht dabei insgesamt um eine neue philosophische Anthropologie, in der die Relationalität und Körperlichkeit des Subjekts betont wird. In dieser Relationalität ("vivre avec …" und "vivre pour …") lässt sich dann auch das Individuum denken, ohne in die atomistische Lesart des herkömmlichen Liberalismus zu verfallen. Das Gemeinwesen wird als säkularer Staat ("État laïque") gedacht, der sich auf Freiheit und Gleichheit in der Würde jedes Einzelnen gründet ("fondé … sur la liberté et l‘égalité en dignité de chacun").
Das Buch Das Zeitalter des Lebendigen (2021) kann als eine Art (vorläufiger) Abschluss und als Resümee dieses Projekts gelesen werden. Die beiden Bücher, die sich Emanuel Levinas (2020) und Paul Ricœur (2022) widmen, sind dann aus diesem Projekt heraus zu verstehen als Würdigung zweier „Inspiratoren“ ("Levinas … mon principal inspirateur").

## Rezensionen
„Wir müssen Aufklärung neu denken, fordert die Philosophin Corine Pelluchon. Sie will universelle Rechte auf andere Wesen ausdehnen und den Anspruch auf Vernunft und Gerechtigkeit verteidigen. Denn die Gegner der Aufklärung seien stark.“

## Veröffentlichungen

### Werk
- La Flamme ivre, Desclée de Brouwer, coll. « Littérature ouverte », 1999, ISBN 2-220-04640-0
- Leo Strauss, une autre raison, d'autres Lumières : essai sur la crise de la rationalité contemporaine, Vrin, coll. « Problèmes et Controverses », 2005, ISBN 2-7116-1756-4
- L'Autonomie brisée. Bioéthique et philosophie, Paris, PUF, coll. « Léviathan », 2009, 315 Seiten, ISBN 978-2-13-057371-5
- La Raison du sensible : entretiens autour de la bioéthique, Artège, 2009, ISBN 978-2-916053-59-2
- Éléments pour une éthique de la vulnérabilité : les hommes, les animaux, la nature, Paris, Le Cerf, coll. « Humanités », 2011, ISBN 978-2-204-08824-4
- Comment va Marianne ? : conte philosophique et républicain, Paris, François Bourin, 2012
- Tu ne tueras point : réflexions sur l'actualité de l'interdit du meurtre, Paris, Le Cerf, coll. « Passages », 2013
- Les Nourritures : philosophie du corps politique, Paris, Seuil, coll. « L'Ordre philosophique », 2015, ISBN 978-2-021-17037-5
  - dt. Übersetzung von Heinz Jatho: Wovon wir leben : eine Philosophie der Ernährung und der Umwelt, wbg academic, Darmstadt 2020, ISBN 978-3-534-27241-9

- Manifeste animaliste : politiser la cause animale, Alma éditeur, 2017, ISBN 978-2-36279213-7
  - dt. Übersetzung von Michael  Bischoff: Manifest für die Tiere, 2020, C.H. Beck, München 2020, ISBN 978-3-406-75709-9[17]
- Éthique de la considération, Paris, Seuil, coll. « L'Ordre philosophique », 2018, ISBN 978-2-021-32160-9
  - dt. Übersetzung von Heinz Jatho: Ethik der Wertschätzung : Tugenden für eine ungewisse Welt, wbg academic, Darmstadt 2019, ISBN 978-3-534-74433-6[18]

- Pour comprendre Levinas, Seuil, coll. « La couleur des idées », 2020,
- dt. Übersetzung von Hans-Dieter Gondek: Levinas verstehen. Ein Philosoph für unsere Zeit, Karl Alber Verlag, Baden-Baden, 2025, ISBN 978-3-495-990926
- Réparons le monde. Humains, animaux, nature, Rivages, coll. « Petite Bibliothèque », 2020, ISBN 2-7436-4998-4
  - dt. Übersetzung von Ulrike Bischoff: Verbessern wir die Welt: Die Sorge für Mensch, Tier und Natur, wbg Theiss, Darmstadt 2023, ISBN 978-3-8062-4628-5
- Les Lumières à l'âge du vivant, Seuil, coll. « Ordres philosophiques », 2021, ISBN 2-021-42501-0
  - dt. Übersetzung von Ulrike Bischoff: Das Zeitalter des Lebendigen: Eine neue Philosophie der Aufklärung, wbg academic, Darmstadt 2021, ISBN 3-534-27360-5
- Paul Ricoeur, philosophe de la reconstruction: Soin, attestation, justice, 2022, ISBN 978-2-13-082720-7
- Corine Pelluchon, Markus Gabriel, Christoph Horn, Anna Katsman, Wilhelm Krull, Anna Luisa Lippold und Ingo Venzke. Auf dem Weg zu einer Neuen Aufklärung: Ein Plädoyer für zukunftsorientierte Geisteswissenschaften, The New Institute. Interventions, Hamburg 2022, ISBN 978-3837666359
- L'espérance, ou la traversée de l'impossible, Rivages 2023, ISBN 978-2-7436-5847-2
  - dt. Übersetzung von Grit Fröhlich: Die Durchquerung des Unmöglichen. Hoffnung in Zeiten der Klimakatastrophe, C. H. Beck, München 2023, ISBN 978-3-406-80753-4
- L'être et la mer. Pour un existentialisme écologique, PUF, 2024, ISBN 978-2-13-085043-4
- La démocratie sans emprise ou la puissance du féminin, Rivages, 2025, ISBN 978-2-74366620-0

### Übersetzungen
- Leo Strauss, La Critique de la religion chez Hobbes. PUF, coll. « Fondements de la politique », Paris, 2005, ISBN 2-13-054688-9.

## Auszeichnungen
Ihre signifikanten Beiträge wurden mit einer Reihe von renommierten Auszeichnungen gewürdigt, darunter der Prix Moron (2012) für Éléments pour une éthique de la vulnérabilité, der Prix Édouard-Bonnefous (2015) und der Prix Paris-Liège (2016) für Les Nourritures sowie der Günther-Anders-Preis für kritisches Denken im Jahr 2020. Im Jahr 2021 wurde sie zudem zum Chevalier der Ehrenlegion ernannt. Die wiederholte Würdigung durch diverse renommierte Auszeichnungen veranschaulicht, dass das Werk nicht allein akademisch fundiert ist, sondern zudem eine zunehmende öffentliche sowie kritische Resonanz erfährt. Dies lässt die Schlussfolgerung zu, dass sie eine zunehmende Wirkung und Relevanz über spezialisierte philosophische Kreise hinaus aufweist. Auszeichnungen wie der Günther-Anders-Preis für kritisches Denken fungieren nicht nur als akademische Anerkennung, sondern signalisieren oft das tiefgreifende Engagement eines Philosophen mit drängenden gesellschaftlichen Fragen und seine Fähigkeit, prägnante Kritiken an zeitgenössischen Problemen zu formulieren. Die Tatsache, dass ihre Bücher in mehrere Sprachen übersetzt wurden, unterstreicht die breitere Anziehungskraft und intellektuelle Resonanz der Autorin. Dies lässt darauf schließen, dass Pelluchons Ideen nicht auf den Elfenbeinturm beschränkt sind, sondern den intellektuellen Diskurs aktiv prägen und bei einem breiteren Publikum Anklang finden, das sich mit kritischem Denken, ökologischen Herausforderungen und sozialer Gerechtigkeit befasst. Dies impliziert eine praktische und einflussreiche Dimension ihrer Philosophie.

### Liste der Auszeichnungen
- 2006: François-Furet-Preis für ihr Buch Leo Strauss : une autre raison, d'autres Lumières[3]
- 2012: Moron-Preis (seit 1987 jährlich vergebener Preis der Französischen Akademie für Philosophie der Stiftung Renaudin) für ihr Buch Éléments pour une éthique de la vulnérabilité. Les hommes, les animaux, la nature[19]
- 2015: Edouard-Bonnefous-Preis (seit 1997 jährlich vergebener Preis der Stiftung Edouard Bonnefous innerhalb des Institut de France an Autorinnen und Autoren, die humanistische Werte vertreten) für ihr Buch Les Nourritures. Philosophie du corps politique[20]
- 2016: Paris-Lüttich-Preis (gestiftet von der Stadt Lüttich, seit 2012 jährlich für den besten geisteswissenschaftlichen Essay in französischer Sprache verliehen) für ihr Essay Les Nourritures. Philosophie du corps politique[21]
- 2020: Günther Anders-Preis für kritisches Denken für ihre „philosophische Gegenwartsdiagnostik, die radikal modernekritische Wege in eine ökologische Zivilisation aufzeigt, ohne die Errungenschaften der Aufklärung preiszugeben.“[22]
- 2021: Ritter der französischen Ehrenlegion.
- 2025: Dr.-Leopold-Lucas-Preis